# 向井巌
向井 巌（むかい いわお、安政5年7月28日（1858年9月5日） - 昭和11年（1936年）1月15日）は、日本の検察官。錦鶏間祗候。

## 経歴
肥前国（佐賀県）出身。1887年（明治20年）、判事登用試験に合格して検事となった。水戸地方裁判所検事正、宇都宮地方裁判所検事正を歴任。1908年（明治41年）より平壌控訴院検事長、平壌覆審法院検事長を務めた。1917年2月に退官し、同年12月15日に錦鶏間祗候となった。